# Margit Senf

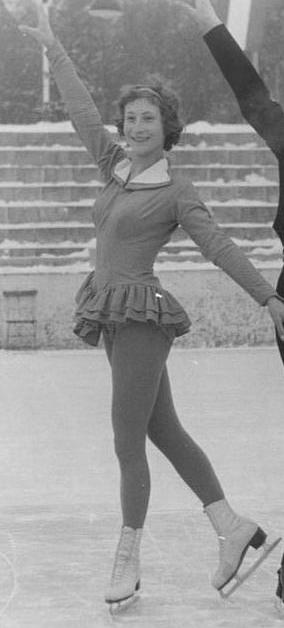
Margit Senf im Januar 1960

Margit Senf (* 25. November 1943 in Leipzig)  ist eine ehemalige deutsche Eiskunstläuferin.
Margit Senf startete zusammen mit Peter Göbel im Paarlauf. Das Paar gewann 1961 hinter Kilius-Bäumler und Göbl-Ningel die erste Medaille für die DDR bei Eiskunstlaufeuropameisterschaften. Sie nahmen auch an den Olympischen Winterspielen 1964 teil. Das Paar startete für den SC Einheit Berlin.

## Erfolge/Ergebnisse als Eiskunstlauf-Paarläuferin
| Wettbewerb/Wintersaison | 1960 | 1961 | 1962 | 1963 | 1964 |
| ----------------------- | ---- | ---- | ---- | ---- | ---- |
| Olympische Winterspiele | -    | -    | -    | -    | 12.  |
| Weltmeisterschaften     | -    | -    | -    | -    | -    |
| Europameisterschaften   | 8.   | 3.   | -    | 4.   | -    |
| DDR-Meisterschaften     | 1.   | 1.   | -    | 1.   | 3.   |